# Monsta X
Monsta X (hangul: 몬스타엑스), vanligtvis stiliserat MONSTA X, är ett sydkoreanskt pojkband bildat 2015 av Starship Entertainment genom TV-programmet NO.MERCY på Mnet. Gruppen bestod initialt av de sju medlemmarna Shownu,  Minhyuk, Kihyun, Hyungwon, Jooheon , I.M och Wonho. 31 oktober 2019 meddelade Starship Entertainment att Wonho har valt att lämna gruppen.

## Karriär

### 2014–2015: Debut medTrespassochRush
Monsta X bildades genom TV-programmet NO.MERCY som visades på den sydkoreanska TV kanalen MNET vars första avsnitt visades i december 2014. I programmet tävlade tretton av Starship Entertainments manliga trainees att få debutera i skivbolagets kommande pojkbank. Under programmet släppte killarna tillsammans med diverse sydkoreanska artister och producenter ett flertal singlar; bland annat "0 (Young)" som släpptes den 4 februari 2015. Singeln gästades bland annat av hiphopartisterna Mad Clown & Giriboy och sångaren Jooyoung. Yella Diamond gästade på singeln "Interstellar" som släpptes den 11 februari 2015 och Junggigo, Vasco samt Nochang gästade på singeln "Hieut" som släpptes den 26 februari 2015. Monsta X skrev på ett modelkontrakt med klädmärket Litmus innan sin debut.
Den 14 maj släppte Monsta X sin musikvideo för debutlåten "Trespass" som följdes upp med en reality web-serie betitlad Deokspatch. Gruppen släppte sitt andra EP "Rush" den 1 september. Monsta X gjorde en re-release på albumet med en remix av låten "Hero" vilket resulterade i att gruppen för första gången toppade #1 på Hanteo Chart.
2015 Mnet Asian Music Awards hölls den 2 december i Hongkong. På röda mattan framförde Monsta X sina låtar "Trespass" och "Hero" precis innan de blev tilldelade priset "Next Generation Asian Artist".
TopStarNews avslöjade att Monsta X var #22 på "Top Seeling Arists Year-End Chart 2015" medan deras album "Rush" placerade sig på #46 och "Trespass" placerade sig på #61 på "Top Selling Albums Year-End Chart 2015". Monsta X blev även tilldelade priset "Best Rookie Award" av JAPAKO Music samt att de fick priset "Rising Star Award" på 2015 Daum Official Fancafe Awards. Monsta X vann även "Zeni Star New Face Award" 

## Medlemmar
| Artistnamn   | Artistnamn | Födelsenamn    | Födelsenamn | Födelsedatum     |
| Romanisering | Hangul     | Romanisering   | Hangul      | Födelsedatum     |
| ------------ | ---------- | -------------- | ----------- | ---------------- |
| Shownu       | 셔누       | Son Hyun-woo   | 손현우      | 18 juni 1992     |
| Wonho        | 원호       | Lee Hoseok     | 이호석      | 1 mars 1993      |
| Minhyuk      | 민혁       | Lee Min-hyuk   | 이민혁      | 3 november 1993  |
| Kihyun       | 기현       | Yoo Ki-hyun    | 유기현      | 22 november 1993 |
| Hyungwon     | 형원       | Chae Hyung-won | 채형원      | 15 januari 1994  |
| Jooheon      | 주헌       | Lee Joo-heon   | 이주헌      | 6 oktober 1994   |
| I.M          | 아이엠     | Lim Chang-kyun | 임창균      | 26 januari 1996  |

## Diskografi

### Album
| Albuminformation                                                         | Topplacering          | Topplacering   | Topplacering |
| Albuminformation                                                         | Sydkorea (Gaon Chart) | Japan (Oricon) | USA          |
| ------------------------------------------------------------------------ | --------------------- | -------------- | ------------ |
| Trespass (EP-skiva) - Släppt: 14 maj 2015                                | 5                     | —              | —            |
| Rush (EP-skiva) - Släppt: 7 september 2015                               | 3                     | —              | —            |
| The Clan Pt. 1 Lost (EP-skiva) - Släppt: 18 maj 2016                     | 3                     | 37             | 5            |
| The Clan Pt. 2 Guilty (EP-skiva) - Släppt: 4 oktober 2016                | 2                     | —              | 3            |
| The Clan Pt. 2.5: The Final Chapter (Studioalbum) - Släppt: 21 mars 2017 | 2                     | 38             | 1            |
| The Code (EP-skiva) - Släppt: 7 november 2017                            | 1                     | 16             | 2            |
| The Connect: Dejavu (EP-skiva) - Släppt: 26 mars 2018                    | 2                     | 23             | 2            |
| Japanska                                                                 |                       |                |              |
| Piece (EP-skiva) - Släppt: 25 april 2018                                 | –                     | 3              | –            |

### Singlar
| År       | Titel                  | Topplacering          | Topplacering   | Topplacering |
| År       | Titel                  | Sydkorea (Gaon Chart) | Japan (Oricon) | USA          |
| -------- | ---------------------- | --------------------- | -------------- | ------------ |
| 2015     | "Trespass"             | 148                   | —              | 14           |
| 2015     | "Rush"                 | 139                   | —              | —            |
| 2015     | "Hero"                 | 250                   | —              | 12           |
| 2016     | "Ex Girl" (med Wheein) | 118                   | —              | —            |
| 2016     | "All In"               | 159                   | —              | 6            |
| 2016     | "Fighter"              | 217                   | —              | 8            |
| 2017     | "Beautiful"            | —                     | —              | 4            |
| 2017     | "Shine Forever"        | —                     | —              | 4            |
| 2017     | "Newton"               | —                     | —              | 8            |
| 2017     | "Dramarama"            | —                     | —              | 7            |
| 2017     | "Lonely Christmas"     | —                     | —              | —            |
| 2018     | "Jealousy"             | —                     | —              | 4            |
| Japanska |                        |                       |                |              |
| 2017     | "Hero"                 | —                     | 2              | –            |
| 2017     | "Beautiful"            | —                     | 2              | –            |
| 2018     | "Spotlight"            | —                     | 2              | –            |